# Jamalpur (Bihar)
Jamalpur  (Angika: जामालपुर, Bengali: জামালপুর, Hindi:जमालपुर, Maithili:জামানপুব, Urdu:جمالپر)  er en by i delstaten Bihar i Indien, som hører under distriktet Munger. Der var 105.434 indbyggere ved folketællingen i 2011.